# Энггор, Кнуд
Кнуд Энггор (дат. Knud Enggaard) (4 июня 1929, Оддер — 11 апреля 2024) — датский политик, член парламента от партии «Венстре» и министр в нескольких правительствах.
Сын фермера Йенса Энггора.
Учился в народной школе в Хаммерше (1936—1942), в Виборгской реальной школе (1942—1944). С 1947 года студент в Виборге в кафедральной школе, получил образование инженера-строителя. Кандидат политологии (1954).
В 1954—1955 гг. служил в ВВС. Работал в частной шведской инженерной компании в 1956—1957 годах. С 1958 г. гражданский инженер Командования материально-технического обеспечения ВВС.
В молодые годы — активист Venstres Ungdom (молодёжного крыла партии «Венстре»), заместитель председателя этой организации с 1957 по 1959 год и председатель с 1959 по 1962 год. Председатель Совета молодёжи Дании 1962—1964 гг.
Депутат Фолькетинга с 22 сентября 1964 по 14 февраля 1977 г., с 23 октября 1979 по 7 декабря 1981 г. и с 10 января 1984 по 10 марта 1998 г.
Национальный председатель Северной ассоциации с 2000 по 2003 год.
Занимал следующие министерские должности:
- министр внутренних дел в третьем правительстве Анкера Йёргенсена с 30 августа 1978 по 26 октября 1979 г.
- министр энергетики в первом правительстве Поуля Шлютера с 10 сентября 1982 по 12 марта 1986 г.
- министр внутренних дел в первом правительстве Пола Шлютера с 12 марта 1986 по 10 сентября 1987 г.
- министр экономики во втором правительстве Поуля Шлютера с 10 сентября 1987 по 3 июня 1988 г.
- министр обороны в третьем правительстве Поуля Шлютера с 3 июня 1988 по 18 ноября 1992 г.
- министр обороны и министр сотрудничества Северных стран в четвёртом правительстве Поуля Шлютера с 19 ноября 1992 по 24 января 1993 г.

Командор 1-го класса ордена Данеброг (1992), награждён почётным знаком Датской ассоциации офицеров запаса, орденом «Гражданские заслуги», исландским орденом «Сокол», орденом Финляндии «Лев» и орденом «За заслуги».
Похоронен на кладбище Далум в Оденсе.